# 小行星5148
小行星5148（5148 Giordano）是一颗绕太阳运转的小行星，为主小行星带小行星。该小行星于1960年10月17日发现。

## 轨道参数
小行星5148的轨道半长轴为3.1246419 UA，离心率为0.136。